# Christen Friis Rottbøll
Christen Friis Rottbøll (1727 - 1797) fue un naturalista, médico, profesor, botánico, explorador danés. Fue director del Jardín Botánico de la Universidad de Copenhague, que había sido creado en 1600, y hace construir invernáculos.  Fue profesor de Botánica en la Facultad de Medicina.
 

## Honores

### Eponimia
Género
- (Poaceae) Rottboellia (L.f.)[2]Host[3]

Especies
- (Cyperaceae) Lepidosperma rottboellii Schrad. ex Schult.[4]

- (Cyperaceae) Tetraria rottboellii C.B.Clarke[5]

- La abreviatura «Rottb.» se emplea para indicar a Christen Friis Rottbøll como autoridad en la descripción y clasificación científica de los vegetales.[6]

Tuvo una producción científica en la identificación y nombramiento de nuevas especies, más que pródiga: se hallan 380 registros IPNI de tales desarrollos taxonómicos. Publicaba tales nombres habitualmente en : Pl. Hort. Univ. (Havn.) Programm. Descr.; Soc. Med. Havn.; D.J. Mabberley in Taxón; Progr. 12 (1772), Desc.; Descr. Pl. Rar.; Nye Saml. Danske Vidensk. Selsk. Skr.; Acta Lit. Univ. Hafn.; Skr. Kiobenhavenske Selsk. Laerd. Elsk.